# Ethniki Odos 9
Die Ethniki Odos 9 (griechisch Εθνική Οδός 9 ‚Nationalstraße 9‘) ist eine Straßenverbindung in Griechenland. Bis Kalo Nero bildet sie zugleich einen Teil der Europastraße 55. Die weitgehend parallel verlaufende Autobahn Aftokinitodromos 5 ist weitgehend noch im Bau oder in Planung.

## Verlauf
Die Straße führt von Patras (Πάτρα), wo sie die Straße Ethniki Odos 8 fortsetzt, zunächst an der Küste des Golfs von Patras entlang, verlässt die Küste bei Kato Achaia und folgt ungefähr der nicht mehr betriebenen Bahnstrecke Patras–Zevgolatio an Andravida (Ανδραβίδα) vorbei nach Pyrgos (Πύργος), an dessen Westrand die Straße Ethniki Odos 74 nach über Archea Olymbia (mit dem antiken Olympia) nach Tripoli nach Osten abzweigt. Von dort setzt sie sich nach Südosten über den Fluss Alfios, hinter dem die Straße Ethniki Odos 76 nach Megalopoli abgeht, und Anemochori, Kallikomo und Kato Samiko fort. Die EO 9 erreicht kurz die Küste beim Kaiafas-See (Limni Kaiafa) und weiter Zacharo (Ζαχάρω). Sie setzt sich nahe der Küste und parallel zur stillgelegten Bahnstrecke nach Süden fort und führt über Giannitsochori nach Kalo Nero. Dort zweigt die Straße Ethniki Odos 9a (oder EO 9γ) nach Osten zur Autobahn Aftokinitodromos 5 ab, auf der sich die Europastraße 55 fortsetzt. Die EO 9 führt weiter nach Süden und erreicht Kyparissia (Κυπαρισσία). Von dort setzt sie sich küstennah über Filiatra und, sich von der Küste entfernend, über Gargaliani (Γαργαλιάνοι) nach dem auch unter seiner italienischen Bezeichnung Navarino bekannten Pylos (Πύλος) an der Bucht von Navarino (Ormos Navarinou). Nördlich von Pylos mündet die von Kalamata kommende Straße Ethniki Odos 82 ein. Die EO 9 führt küstennah bis zu ihrem Endpunkt in Methoni (Μεθώνη) weiter.